# وازيكا (ويسكونسن)
وازيكا (بالإنجليزية: Wauzeka, Wisconsin)‏ هي قرية تقع في الولايات المتحدة في مقاطعة كروفورد، أركنسو. يقدر عدد سكانها بـ 711 نسمة ومساحتها 12.54 كم2 وترتفع عن سطح البحر 263 متر.

## التركيبة السكانية
قام مكتب تعداد الولايات المتحدة بتحديد بيانات التركيبة السكانية لوازيكا في تعداد الولايات المتحدة. في ما يلي، التركيبة السكانية حسب تعدادي 2000 و2010.

### تعداد عام 2000
بلغ عدد سكان وازيكا 768 نسمة بحسب تعداد عام 2000، وبلغ عدد الأسر 271 أسرة وعدد العائلات 188 عائلة مقيمة في القرية. في حين سجلت الكثافة السكانية 155.1 نسمة لكل ميل مربع (59.9/كم2). وبلغ عدد الوحدات السكنية 298 وحدة بمتوسط كثافة قدره 60.2 نسمة لكل ميل مربع (23.2/كم2).
وتوزع التركيب العرقي للقرية بنسبة 98.18% من البيض و 1.43% من الأمريكيين ذوي الأصول الآسيوية و 0.26% من عرقين مختلطين أو أكثر.
بلغ عدد الأسر 271 أسرة كانت نسبة 43.5% منها لديها أطفال تحت سن الثامنة عشر تعيش معهم، وبلغت نسبة الأزواج القاطنين مع بعضهم البعض 52.4% من أصل المجموع الكلي للأسر، ونسبة 10.7% من الأسر كان لديها معيلات من الإناث دون وجود شريك، وكانت نسبة 30.6% من غير العائلات. تألفت نسبة 26.6% من أصل جميع الأسر من أفراد ونسبة 13.3% كانوا يعيش معهم شخص وحيد يبلغ من العمر 65 عاماً فما فوق. وبلغ متوسط حجم الأسرة المعيشية 3.39، أما متوسط حجم العائلات فبلغ 2.82.
بلغ العمر الوسطي للسكان 31 عاماً. وكانت نسبة 33.5% من القاطنين تحت سن الثامنة عشر، وكانت نسبة 8.7% بين الثامنة عشر والأربعة وعشرون عاماً، ونسبة 29.3% كانت واقعةً في الفئة العمرية ما بين الخامسة والعشرون حتى والأربعة وأربعون عاماً، ونسبة 17.1% كانت ما بين الخامسة والأربعون حتى الرابعة والستون، ونسبة 11.5% كانت ضمن فئة الخامسة والستون عاماً فما فوق. يوجد لكل 100 أنثى 97.9 ذكر، ويوجد لكل 100 أنثى في الثامنة عشر من عمرها فما فوق 95.0 ذكر.
بلغ متوسط دخل الأسرة في القرية 40,556 دولار، أما متوسط دخل العائلة فبلغ 46,000 دولار. وكان متوسط دخل الذكور 29,737 دولار مقابل 19,815 دولار للإناث. وسجل دخل الفرد الخاص بالقرية 16,115 دولار. وكانت نسبة 8.9% من العائلات ونسبة 11.4% من السكان تحت خط الفقر، وكان من هؤلاء نسبة 13.8% تحت سن الثامنة عشر ونسبة 12.8% في الخامسة والستين من العمر وما فوق.

## معرض صور

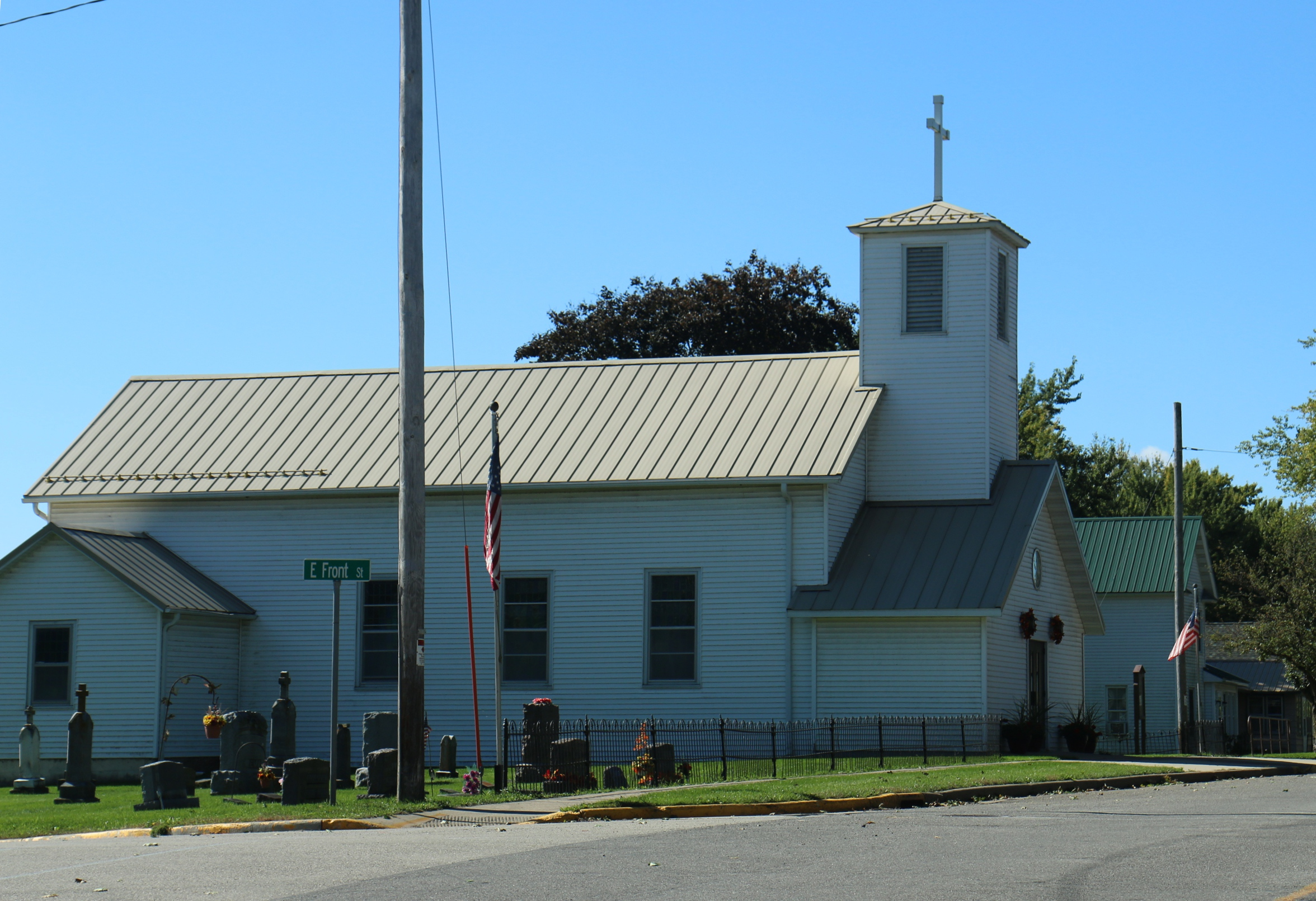
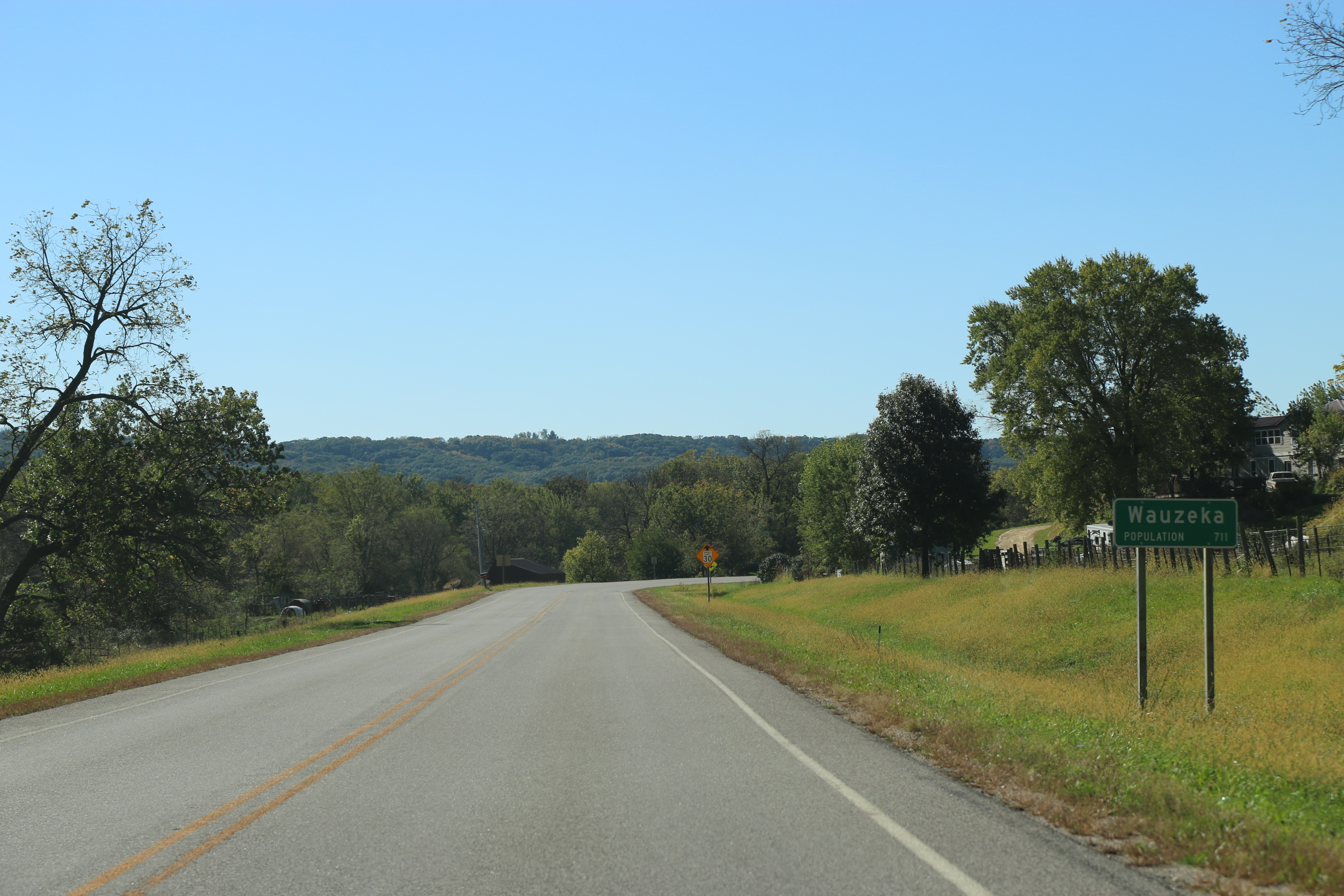
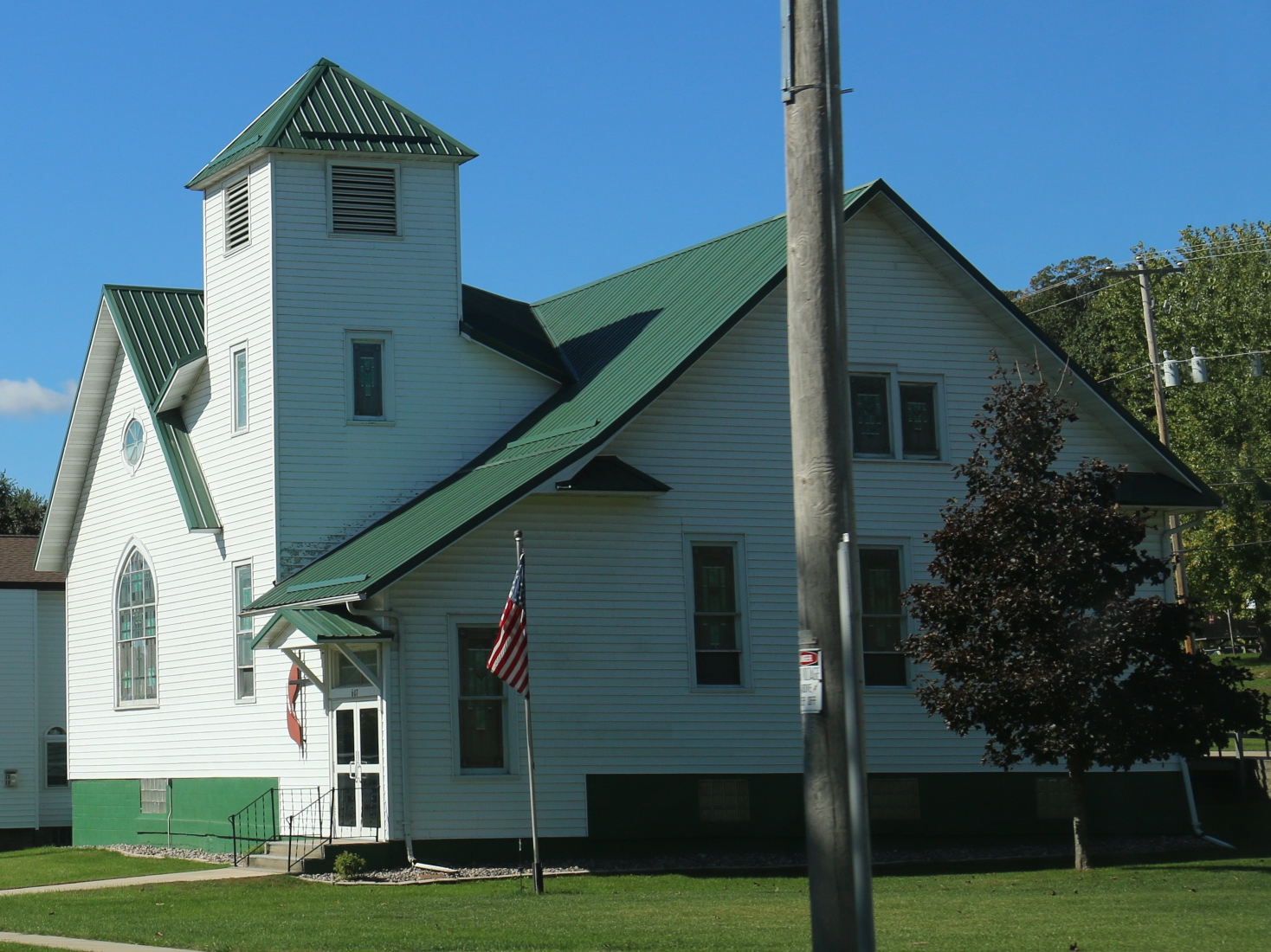
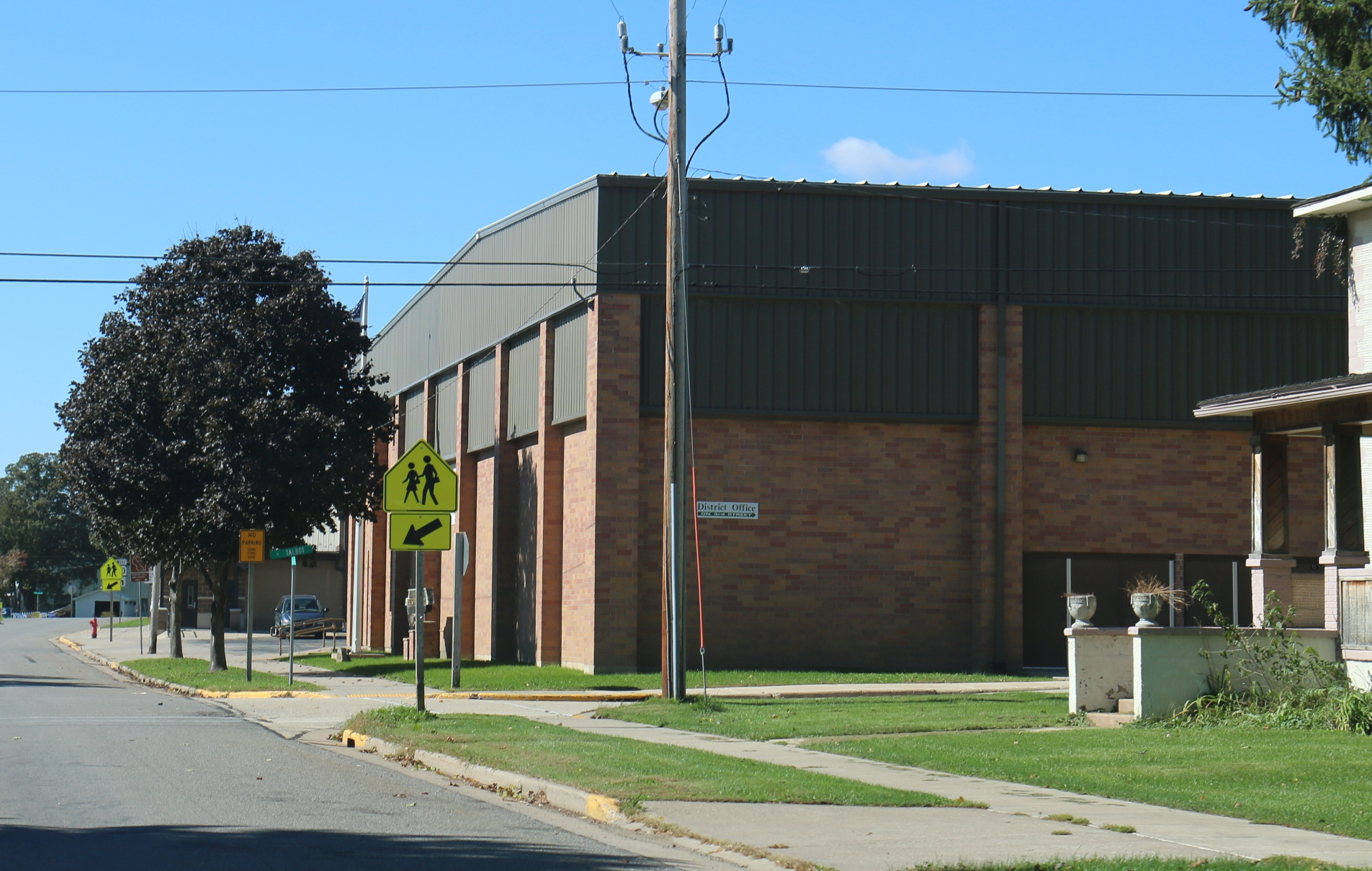

### تعداد عام 2010
بلغ عدد سكان وازيكا 711 نسمة بحسب تعداد عام 2010، وبلغ عدد الأسر 273 أسرة وعدد العائلات 184 عائلة مقيمة في القرية. في حين سجلت الكثافة السكانية 147.5 نسمة لكل ميل مربع (57.0/كم2). وبلغ عدد الوحدات السكنية 304 وحدة بمتوسط كثافة قدره 63.1 لكل ميل مربع (24.4/كم2).
وتوزع التركيب العرقي للقرية بنسبة 95.8% من البيض و 0.1% من الأمريكيين الأصليين و 0.3% من الأمريكيين ذوي الأصول الآسيوية و 1.0% من الأمريكيين الأفارقة و 1.7% من عرقين مختلطين أو أكثر.
بلغ عدد الأسر 273 أسرة كانت نسبة 37.0% منها لديها أطفال تحت سن الثامنة عشر تعيش معهم، وبلغت نسبة الأزواج القاطنين مع بعضهم البعض 46.9% من أصل المجموع الكلي للأسر، ونسبة 13.9% من الأسر كان لديها معيلات من الإناث دون وجود شريك، بينما كانت نسبة 6.6% من الأسر لديها معيلون من الذكور دون وجود شريكة وكانت نسبة 32.6% من غير العائلات. تألفت نسبة 24.2% من أصل جميع الأسر من أفراد ونسبة 9.9% كانوا يعيش معهم شخص وحيد يبلغ من العمر 65 عاماً فما فوق. وبلغ متوسط حجم الأسرة المعيشية 3.04، أما متوسط حجم العائلات فبلغ 2.60.
بلغ العمر الوسطي للسكان 33.5 عاماً. وكانت نسبة 28.8% من القاطنين تحت سن الثامنة عشر، وكانت نسبة 8.1% بين الثامنة عشر والأربعة وعشرون عاماً، ونسبة 27.5% كانت واقعةً في الفئة العمرية ما بين الخامسة والعشرون حتى والأربعة وأربعون عاماً، ونسبة 26% كانت ما بين الخامسة والأربعون حتى الرابعة والستون، ونسبة 9.6% كانت ضمن فئة الخامسة والستون عاماً فما فوق. وتوزع التركيب الجنسي للسكان بنسبة 49.8% ذكور و50.2% إناث.